# 山田寛人
山田 寛人（やまだ ひろと、2000年3月7日 - ）は、愛知県名古屋市出身のプロサッカー選手。Jリーグ・サガン鳥栖所属。ポジションはフォワード（FW）。

## 来歴
元々はサッカーではなくフットサルをしていた。
高校入学時にセレッソ大阪U-18へ入団。2016年、セレッソ大阪のトップチームに2種登録として登録された。10月25日、J3リーグ第26節のブラウブリッツ秋田戦で史上初の2000年生まれとしてJリーグに出場した。2017年にはFIFA U-17ワールドカップに挑むU-17日本代表にもメンバーに選出された。また、9月29日にはC大阪にトップチームに昇格することが発表された。
2018年にセレッソ大阪にトップ昇格。3月7日、ACLのブリーラム・ユナイテッドFC戦でプロ入り初先発を果たした。3月26日、J3第4節のSC相模原戦ではプロ入り初得点を決めた。
2019年8月26日、J2のFC琉球に育成型期限付き移籍で加入した。
2020年、一旦セレッソに復帰、登録された が、が、2月7日、ベガルタ仙台に期限付き移籍。7月9日、第3節の浦和レッズ戦でJ1初先発で初ゴールを決めるもチームは敗れた。
2021年にセレッソ大阪へ復帰する。半年間出場が無かったが守備へのハードワークを重視する小菊昭雄監督就任後は出場機会を得た。9月5日ルヴァンカップ・準々決勝2ndレグ、アウェイで行われたガンバ大阪戦で先制ゴールを決めて4-0の完勝に貢献、10月6日ルヴァンカップ・準決勝1stレグ・浦和レッズ戦では貴重なアウェーゴールを決めた。
2022年シーズンから新たに3年の複数年契約を更新したと発表された。4月2日、アウェイで行われた川崎フロンターレ戦でリーグ戦2試合連続ゴールとなる2得点を決めて4-1の勝利に貢献、フロンターレのホーム無敗記録をJ1記録タイの25でストップさせることになった。第22節、アウェイ開催のガンバ大阪との大阪ダービーでゴールを決めて逆転勝利に貢献、チームはシーズンダブルを掴み、自身は2年連続でダービーで得点した。 リーグカップ準々決勝川崎フロンターレとの第2戦、1-2で迎えた後半アディショナルタイムのラストプレーで同点弾となるアウェイゴールを決め、準決勝進出に貢献。
2023年、J2のベガルタ仙台へ育成型期限付き移籍。
2024年、セレッソ大阪に復帰。
2025年1月7日、小菊昭雄監督の率いるサガン鳥栖への完全移籍が発表された。

## 所属クラブ
- 2009年 - 2011年 愛知FC
- 2012年 - 2014年 ホペイロ刈谷
- 2015年 - 2017年 セレッソ大阪U-18（興國高等学校）
  - 2016年 - 2017年 セレッソ大阪（2種登録選手）
- 2018年 - 2024年 セレッソ大阪
  - 2019年8月 - 同年12月 FC琉球（育成型期限付き移籍）
  - 2020年2月 - 同年12月 ベガルタ仙台(期限付き移籍)
  - 2023年  ベガルタ仙台(育成型期限付き移籍)
- 2025年 - サガン鳥栖

## 個人成績
| 国内大会個人成績 | 国内大会個人成績 | 国内大会個人成績 | 国内大会個人成績 | 国内大会個人成績 | 国内大会個人成績 | 国内大会個人成績 | 国内大会個人成績 | 国内大会個人成績 | 国内大会個人成績 | 国内大会個人成績 | 国内大会個人成績 |
| 年度             | クラブ           | 背番号           | リーグ           | リーグ戦         | リーグ戦         | リーグ杯         | リーグ杯         | オープン杯       | オープン杯       | 期間通算         | 期間通算         |
| 年度             | クラブ           | 背番号           | リーグ           | 出場             | 得点             | 出場             | 得点             | 出場             | 得点             | 出場             | 得点             |
| 日本             | 日本             | 日本             | 日本             | リーグ戦         | リーグ戦         | リーグ杯         | リーグ杯         | 天皇杯           | 天皇杯           | 期間通算         | 期間通算         |
| ---------------- | ---------------- | ---------------- | ---------------- | ---------------- | ---------------- | ---------------- | ---------------- | ---------------- | ---------------- | ---------------- | ---------------- |
| 2018             | C大阪            | 34               | J1               | 0                | 0                | 0                | 0                | 0                | 0                | 0                | 0                |
| 2019             | C大阪            | 34               | J1               | 1                | 0                | 3                | 0                | 1                | 0                | 5                | 0                |
| 2019             | 琉球             | 9                | J2               | 10               | 2                | -                | -                | -                | -                | 10               | 2                |
| 2020             | C大阪            | 34               | J1               | 0                | 0                | -                | -                | -                | -                | 0                | 0                |
| 2020             | 仙台             | 42               | J1               | 19               | 2                | 2                | 0                | -                | -                | 21               | 2                |
| 2021             | C大阪            | 34               | J1               | 14               | 0                | 5                | 2                | 2                | 0                | 21               | 2                |
| 2022             | C大阪            | 34               | J1               | 20               | 4                | 4                | 2                | 4                | 0                | 28               | 6                |
| 2023             | 仙台             | 13               | J2               | 34               | 2                | -                | -                | 0                | 0                | 34               | 2                |
| 2024             | C大阪            | 34               | J1               | 13               | 0                | 3                | 0                | 1                | 0                | 17               | 0                |
| 2025             | 鳥栖             | 34               | J2               |                  |                  |                  |                  |                  |                  |                  |                  |
| 通算             | 日本             | 日本             | J1               | 67               | 6                | 17               | 4                | 8                | 0                | 92               | 10               |
| 通算             | 日本             | 日本             | J2               | 44               | 4                | -                | -                | 0                | 0                | 44               | 4                |
| 総通算           | 総通算           | 総通算           | 総通算           | 111              | 10               | 17               | 4                | 8                | 0                | 136              | 14               |

| 2016   | C大23  | 47     | J3     | 1  | 0  | 1  | 0  |
| 2017   | C大23  | 42     | J3     | 8  | 0  | 8  | 0  |
| 2018   | C大23  | 34     | J3     | 15 | 3  | 15 | 3  |
| 2019   | C大23  | 34     | J3     | 15 | 7  | 15 | 7  |
| 通算   | 日本   | 日本   | J3     | 39 | 10 | 39 | 10 |
| 総通算 | 総通算 | 総通算 | 総通算 | 39 | 10 | 39 | 10 |

| 国際大会個人成績 | 国際大会個人成績 | 国際大会個人成績 | 国際大会個人成績 | 国際大会個人成績 |
| 年度             | クラブ           | 背番号           | 出場             | 得点             |
| AFC              | AFC              | AFC              | ACL              | ACL              |
| ---------------- | ---------------- | ---------------- | ---------------- | ---------------- |
| 2018             | C大阪            | 34               | 2                | 0                |
| 2021             | C大阪            | 34               | 3                | 0                |
| 通算             | AFC              | AFC              | 5                | 0                |

## 受賞歴

### 個人
- J3リーグ・月間MVP：1回（2019年2月・3月）

## 代表歴
- U-15日本代表
  - AFC U-16選手権・予選（2015年）
  - バル・ド・マルヌ U-16国際親善トーナメント(2015年)
- U-16日本代表
  - International Youth (U-17) Four Countries Football Tournament（2016年）
  - AFC U-16選手権（2016年）
- U-17日本代表
  - バツラフ・イェジェク国際ユーストーナメント（2017年）
  - FIFA U-17ワールドカップ（2017年）
- U-18日本代表
  - 第24回リスボン国際トーナメントU-18（2018年）